# Igelsjön (Tjällmo socken, Östergötland)
Igelsjön är en sjö i Motala kommun i Östergötland och ingår i Motala ströms huvudavrinningsområde. Sjöns area är 0,028 kvadratkilometer och den är belägen 107 meter över havet.